# پالا تریسته
پالا تریسته (انگلیسی: PalaTrieste) که با نام پالاتزو دلو اسپورت چزاره روبینی هم نیز شناخته می‌شود، ورزشگاه ورزشی سرپوشیده واقع در تریسته ایتالیا است.